# 戊戌夢物語
『戊戌夢物語』（ぼじゅつゆめものがたり）は、高野長英が1838年（天保9年）にモリソン号事件などについて著した書。『夢物語』『ゆめもの語』とも。「戊戌」は著した年の干支にちなむ。

## 概要
天保9年（1838年）10月15日に市中で尚歯会の例会の席上で、勘定所に勤務する旗本・芳賀市三郎（靖兵隊隊長芳賀宜道の父）が、評定所において進行中のモリソン号再来に関する答申案をひそかに示した。幕議の決定は、漂流民はオランダ船による送還のみ認めるというものだったが、もっとも強硬であり却下された評定所の意見のみが尚歯会では紹介されたために、長英・渡辺崋山・松本斗機蔵をはじめとするその場の一同は幕府の意向は打ち払いにあり、またモリソン号の来航は過去のことではなくこれから来航すると誤解してしまった。
報せを聞いてから6日後に、長英は打ち払いに婉曲に反対する書『戊戌夢物語』を匿名で書きあげた。幕府の対外政策を批判する危険性を考慮し、前半では幕府の対外政策を肯定しつつ、後半では交易要求を拒絶した場合の報復の危険性を暗示するという論法で書かれている。モリソン号を打ち払ったことがいかに無謀であるかを夢中での知識人の討議として記し、江戸幕府の対外態度を批判した。これは写本で流布して反響を呼び、『夢物語』の内容に意見を唱える形で『夢々物語』『夢物語評』などが現われ、幕府に危機意識を生じさせたため、後に長英自身が投獄の身となった（蛮社の獄）。
なお、崋山の『慎機論』同様に、モリソンを船名ではなく、イギリス人の名称としているが、これは、モリソンが乗船していた船が砲撃を受けたと勘違いしたものと思われる。そのため、文中には、「アメリカ」ではなく、「イキリス」と記載されている。